# 村田一誠
村田 一誠（むらた いっせい、1978年12月20日 - ）は、日本中央競馬会 (JRA) 美浦トレーニングセンター所属の調教師で、元騎手。

## 来歴

### 騎手時代
新潟県生まれ。競馬とは無縁の家庭であった。いとこから騎手になることを勧められる。1992年にジャパンカップを勝った岡部幸雄とトウカイテイオーの人馬一体の姿に憧れ、騎手を志した。競馬学校卒業時には努力賞を受賞し、1997年に美浦・松永勇厩舎所属騎手としてデビュー。同期には秋山真一郎、武幸四郎、勝浦正樹、松田大作、武士沢友治、押田純子らがいる。
1年目こそ9勝に終わるも、2年目の1998年以降は勝利数2桁を毎年維持。2002年には自己最高となる45勝をマークし、関東の中堅クラスとして毎年堅実に成績を残した。
3年目の1999年にラジオたんぱ賞・ヤマニンフューシャで重賞初騎乗、朝日杯3歳S・グラスベンチャーでGI初騎乗を果たす。2001年にはNHKマイルカップでグラスエイコウオーをあわやの2着に逃げ粘らせるなど2着3回を記録し、2002年にはJRA重賞に先立ち地方交流のエーデルワイス賞をトーセンリリーで制している。
これ以降も上位人気馬への騎乗もあった中でJRA重賞未勝利が続いていたが、2007年に通算127回目の重賞騎乗となった根岸ステークスをビッググラスで制し、デビュー11年目でのJRA重賞初勝利を達成。同年にはアイビスサマーダッシュを13番人気のサンアディユで制し、アルゼンチン共和国杯をアドマイヤジュピタで制するなど重賞3勝を記録。2009年にはフラワーカップを11番人気のヴィーヴァヴォドカで制するなど、人気薄の馬を連対させ、穴を空ける騎手と評されることが多い。単勝万馬券での勝利も2011年1月8日に初めて達成した。
2001年5月20日の東京第8競走牡丹賞・デルマポラリスで100勝目を達成するが、1位入線馬の降着による繰り上がりであった。2004年7月31日の新潟第6競走3歳未勝利・グラスドラマで200勝、2009年8月8日の新潟第3競走3歳未勝利・アンハートキングで300勝を達成。

### 調教師時代
2021年度の新規調教師免許試験に6回目の受験で合格する。そのため2020年12月31日をもって騎手を引退し、翌2021年1月1日より調教師に転業した。暫くは厩舎を開業せず、技術調教師となっていたが、騎手末期に所属していた藤原辰雄が同年12月20日をもって調教師を勇退したことに伴い、厩舎を引き継ぐ形で翌21日付に14馬房で厩舎を開業した。
2022年3月13日、中山第12競走をリワードマレンゴで勝利し、開業35戦目で初勝利。

## エピソード
- 野球選手のイチローのように、登録名を「イッセー」にしようと考えたが却下された。
- 新潟競馬場の芝直線1000mを得意としていた[11][12]。

## 騎乗成績
|            | 日付           | 競馬場・開催  | 競走名         | 馬名               | 頭数 | 人気 | 着順 |
| ---------- | -------------- | ------------- | -------------- | ------------------ | ---- | ---- | ---- |
| 初騎乗     | 1997年3月1日   | 2回中山3日2R  | 4歳未勝利      | アルトタイミング   | 16頭 | 14   | 5着  |
| 初勝利     | 1997年4月12日  | 3回中山7日7R  | 5歳上500万下   | トーシンオペラ     | 16頭 | 6    | 1着  |
| 重賞初騎乗 | 1999年7月4日   | 1回福島6日11R | ラジオたんぱ賞 | ヤマニンフューシヤ | 16頭 | 16   | 6着  |
| 重賞初勝利 | 2007年1月28日  | 1回東京2日11R | 根岸S          | ビッググラス       | 16頭 | 11   | 1着  |
| GI初騎乗   | 1999年12月12日 | 5回中山4日11R | 朝日杯3歳S     | グラスベンチャー   | 16頭 | 15   | 14着 |

| 年度   | 1着 | 2着 | 3着 | 騎乗数 | 勝率 | 連対率 | 複勝率 |
| ------ | --- | --- | --- | ------ | ---- | ------ | ------ |
| 1997年 | 9   | 17  | 15  | 255    | .035 | .102   | .161   |
| 1998年 | 26  | 24  | 25  | 410    | .063 | .122   | .183   |
| 1999年 | 19  | 29  | 33  | 417    | .046 | .115   | .194   |
| 2000年 | 34  | 36  | 36  | 474    | .072 | .148   | .224   |
| 2001年 | 31  | 46  | 36  | 622    | .050 | .124   | .182   |
| 2002年 | 45  | 49  | 41  | 621    | .072 | .151   | .217   |
| 2003年 | 27  | 30  | 32  | 512    | .053 | .111   | .174   |
| 2004年 | 18  | 18  | 28  | 463    | .039 | .078   | .138   |
| 2005年 | 24  | 38  | 34  | 486    | .049 | .128   | .198   |
| 2006年 | 18  | 27  | 21  | 478    | .038 | .094   | .138   |
| 2007年 | 23  | 21  | 29  | 495    | .046 | .089   | .147   |
| 2008年 | 15  | 18  | 18  | 427    | .035 | .077   | .119   |
| 2009年 | 20  | 15  | 24  | 423    | .047 | .083   | .139   |
| 2010年 | 16  | 15  | 21  | 484    | .033 | .064   | .107   |
| 2011年 | 18  | 22  | 23  | 459    | .039 | .087   | .137   |
| 2012年 | 18  | 16  | 23  | 467    | .039 | .073   | .122   |
| 2013年 | 10  | 15  | 17  | 418    | .024 | .060   | .100   |
| 2014年 | 6   | 13  | 10  | 274    | .022 | .069   | .106   |
| 2015年 | 5   | 12  | 10  | 267    | .019 | .064   | .101   |
| 2016年 | 4   | 2   | 8   | 196    | .020 | .031   | .071   |
| 2017年 | 5   | 5   | 6   | 132    | .038 | .076   | .121   |
| 2018年 | 1   | 2   | 0   | 97     | .010 | .031   | .031   |
| 2019年 | 0   | 0   | 1   | 41     | .000 | .000   | .024   |
| 中央   | 392 | 470 | 491 | 8918   | .043 | .097   | .152   |
| 地方   | 5   | 7   | 10  | 150    | .033 | .080   | .147   |

### 主な騎乗馬
- トーセンリリー（2002年エーデルワイス賞）
- ビッググラス（2007年根岸ステークス）
- サンアディユ（2007年アイビスサマーダッシュ）
- アドマイヤジュピタ（2007年アルゼンチン共和国杯）
- ヴィーヴァヴォドカ（2009年フラワーカップ）
- ミリオンディスク（2009年カペラステークス）
- フォーエバーマーク（2013年キーンランドカップ）

その他
- カルストンライトオ
- ロゴタイプ
- ブラックタキシード
- ホッコータルマエ

## 調教師成績
|            | 日付           | 競馬場・開催   | 競走名               | 馬名               | 頭数 | 人気 | 着順 |
| ---------- | -------------- | -------------- | -------------------- | ------------------ | ---- | ---- | ---- |
| 初出走     | 2021年12月26日 | 5回中山8日4R   | 2歳未勝利            | セイウンパキラ     | 18頭 | 14   | 18着 |
| 初勝利     | 2022年3月13日  | 2回中山6日12R  | 4歳上1勝クラス       | リワードマレンゴ   | 16頭 | 2    | 1着  |
| 重賞初出走 | 2022年7月16日  | 1回函館11日11R | 函館2歳S             | ニシノシークレット | 13頭 | 6    | 6着  |
| 重賞初勝利 | 2024年5月11日  | 3回京都7日8R   | 京都ハイジャンプ     | サンデイビス       | 10頭 | 6    | 1着  |
| GI初出走   | 2025年4月19日  | 3回中山7日11R  | 中山グランドジャンプ | ピーターサイト     | 12頭 | 12   | 8着  |
| GI初勝利   |                |                |                      |                    |      |      |      |

### 主な管理馬
- サンデイビス（2024年京都ハイジャンプ）